# ヨハン・ゴットフリート・ガレ
ヨハン・ゴットフリート・ガレ（Johann Gottfried Galle, 1812年6月9日 ザクセン・アンハルト州グレーフェンハイニヒェン近郊ラディス - 1910年7月10日）は、ドイツの天文学者。ベルリン天文台で学生のハインリヒ・ルイス・ダレストとともに1846年9月23日に初めて海王星を観測し、これが新惑星であることを確認した。海王星の観測にあたっては、捜索領域を決定するためにユルバン・ルヴェリエの計算を用いた。
ガレは1835年、ベルリン天文台の完成後すぐにヨハン・フランツ・エンケの助手として働き始めた。1851年に彼はブレスラウ（現在のポーランド・ヴロツワフ）に移り、ブレスラウ大学の天文学教授とこの地の天文台の台長に就任した。
ガレは生涯を通じて彗星を研究し、1894年に、息子のアンドレアス・ガレとともに、414個の彗星のリストを発表した。ガレ自身も、1839年12月2日から1840年3月6日までの短い期間に3個の彗星を発見している。また、小惑星の視差が太陽系の距離決定に使えることを指摘した。小惑星の視差による距離決定はガレの死後20年目に実現している。
ガレの業績にちなんで、小惑星、月のクレーター、火星のクレーター、及び海王星の環に、ガレの名が付けられている。

## 海王星の観測
ガレは1845年に博士論文を完成した。この論文は、オーレ・レーマーが1706年10月20日から10月23日にかけて行なった恒星と惑星の子午線通過の観測について、解析と批評を加えたものだった。1845年頃、ガレはこの論文をユルバン・ルヴェリエに送ったが、これに対するルヴェリエの返信は1年後の1846年9月18日になってようやく送られた。この手紙はガレの元に9月23日に着き、その中でルヴェリエは、天王星の摂動の原因として存在が予測される新惑星を見つけるために、空のある領域を観測して欲しいと書いていた。
上司のエンケはこの予測に否定的だったが、ガレにこの日の夜の観測を許可した。この夜の観測で、ガレと学生のハインリヒ・ダレストはルヴェリエの記述に合致する天体を発見し、続く2夜の観測によってこの天体が惑星であることが確認された。
その後、ルヴェリエと、どちらが海王星の発見者か、ということで争っていたが、現在では、この2人の共同であるということで落ち着いている。